# Lijst van Franse marineschepen tijdens de Tweede Wereldoorlog
Dit is een lijst van Franse oorlogsschepen uit de Tweede Wereldoorlog. Deze lijst bevat Franse oorlogsschepen met een tonnage van boven de 1000 ton.

## Kruisers

### Lichte kruisers
- pluton

- Duguay-Trouin-klasse
  - Duguay-Trouin
  - Lamotte-Piquet
  - Primauguet

- Emile Bertin-klasse
  - Emile Bertin

- La Galissonière-klasse
  - George Leygues
  - Gloire
  - Jean de Vienne
  - La Galissonière
  - Marseillaise
  - Montcalm

- Jeanne d’Arc-klasse
  - Jeanne d’Arc

### Zware kruisers
- Algérie-klasse
  - Algérie

- Suffren-klasse
  - Colbert
  - Dupleix
  - Foch
  - Suffren

- Duquesne-klasse
  - Duquesne
  - Tourville

### Slagkruisers
- Dunkerque
- Strasbourg

## Torpedobootjagers
- Cannon-klasse
  - Algérien
  - Hova
  - Marocain
  - Sénégalais
  - Somali
  - Tunisien

- Hunt-klasse
  - Combattante

- Chacal-klasse
  - Léopard

- Borrasque-klasse
  - Ouragan

## Fregatten
- River-klasse
  - Aventure
  - Croix de Lorraine
  - Découverte
  - Escarmouche
  - Surprise
  - Tonkinois

## Vliegdekschepen
- Béarn

## Slagschepen
- Bretagne-klasse
  - Bretagne
  - Lorraine

- Courbet-klasse
  - Courbet

- Richelieu-klasse
  - Richelieu